# Fimbristylis arthrostyloides
Fimbristylis arthrostyloides là loài thực vật có hoa trong họ Cói. Loài này được W.Fitzg. mô tả khoa học đầu tiên năm 1918.